# Írország az 1996. évi nyári olimpiai játékokon
Írország az egyesült államokbeli Atlantában megrendezett 1996. évi nyári olimpiai játékok egyik részt vevő nemzete volt. Az országot az olimpián 13 sportágban 78 sportoló képviselte, akik összesen 4 érmet szereztek.

## Érmesek
| Érem  | Versenyző      | Sportág | Versenyszám        |
| ----- | -------------- | ------- | ------------------ |
| Arany | Michelle Smith | Úszás   | Női 400 m gyors    |
| Arany | Michelle Smith | Úszás   | Női 200 m vegyes   |
| Arany | Michelle Smith | Úszás   | Női 400 m vegyes   |
| Bronz | Michelle Smith | Úszás   | Női 200 m pillangó |

## Atlétika
Férfi
| Versenyző         | Versenyszám     | Előfutam | Előfutam | Előfutam | Negyeddöntő | Negyeddöntő | Negyeddöntő | Elődöntő | Elődöntő | Elődöntő | Döntő   | Döntő    |
| Versenyző         | Versenyszám     | Idő      | Hely.    | Össz.    | Idő         | Hely.       | Össz.       | Idő      | Hely.    | Össz.    | Idő     | Helyezés |
| ----------------- | --------------- | -------- | -------- | -------- | ----------- | ----------- | ----------- | -------- | -------- | -------- | ------- | -------- |
| Neil Ryan         | 100 m           | 10,78    | 7.       | 83.      | kiesett     | kiesett     | kiesett     | kiesett  | kiesett  | kiesett  | kiesett | kiesett  |
| Gary Ryan         | 200 m           | 20,78    | 3.       | 29.*     | 20,89       | 8.          | 32.         | kiesett  | kiesett  | kiesett  | kiesett | kiesett  |
| Eugene Farrell    | 400 m           | 47,18    | 6.       | 48.      | kiesett     | kiesett     | kiesett     | kiesett  | kiesett  | kiesett  | kiesett | kiesett  |
| David Matthews    | 800 m           | 1:46,76  | 4.       | 18.      |             |             |             | 1:47,83  | 5.       | 17.      | kiesett | kiesett  |
| Shane Healy       | 1500 m          | 3:37,28  | 5.       | 6.       |             |             |             | 3:39,81  | 11.      | 21.      | kiesett | kiesett  |
| Niall Bruton      | 1500 m          | 3:37,42  | 3.       | 9.       |             |             |             | 3:42,88  | 12.      | 23.      | kiesett | kiesett  |
| Marcus O’Sullivan | 1500 m          | 3:38,16  | 6.       | 17.      |             |             |             | kiesett  | kiesett  | kiesett  | kiesett | kiesett  |
| Cormac Finnerty   | 5000 m          | 13:54,01 | 10.      | 10.      |             |             |             | 14:08,88 | 10.      | 24.      | kiesett | kiesett  |
| Sean Dollman      | 10 000 m        | 29:19,03 | 19.      | 34.      |             |             |             |          |          |          | kiesett | kiesett  |
| T. J. Kearns      | 110 m gát       | 13,67    | 3.       | 21.      | 13,55       | 5.          | 15.         | kiesett  | kiesett  | kiesett  | kiesett | kiesett  |
| Seán Cahill       | 110 m gát       | 14,28    | 7.       | 53.      | kiesett     | kiesett     | kiesett     | kiesett  | kiesett  | kiesett  | kiesett | kiesett  |
| Tom McGuirk       | 400 m gát       | 50,76    | 5.       | 43.      |             |             |             | kiesett  | kiesett  | kiesett  | kiesett | kiesett  |
| Jimmy McDonald    | 20 km gyaloglás |          |          |          |             |             |             |          |          |          | 1:32:11 | 51.      |

| Versenyző       | Versenyszám   | Selejtező | Selejtező | Döntő    | Döntő    |
| Versenyző       | Versenyszám   | Eredmény  | Helyezés  | Eredmény | Helyezés |
| --------------- | ------------- | --------- | --------- | -------- | -------- |
| Mark Mandy      | Magasugrás    | 220 cm    | 23.       | kiesett  | kiesett  |
| Nick Sweeney    | Diszkoszvetés | 62,04 m   | 13.       | kiesett  | kiesett  |
| Roman Linscheid | Kalapácsvetés | 68,14 m   | 33.       | kiesett  | kiesett  |
| Terry McHugh    | Gerelyhajítás | 72,84 m   | 29.       | kiesett  | kiesett  |

Női
| Versenyző               | Versenyszám     | Előfutam | Előfutam | Előfutam | Elődöntő | Elődöntő | Elődöntő | Döntő         | Döntő         |
| Versenyző               | Versenyszám     | Idő      | Hely.    | Össz.    | Idő      | Hely.    | Össz.    | Idő           | Helyezés      |
| ----------------------- | --------------- | -------- | -------- | -------- | -------- | -------- | -------- | ------------- | ------------- |
| Sinéad Delahunty        | 1500 m          | 4:10,20  | 5.       | 13.      | 4:12,52  | 9.       | 17.      | kiesett       | kiesett       |
| Sonia O’Sullivan        | 1500 m          | 4:19,77  | 10.      | 28.      | kiesett  | kiesett  | kiesett  | kiesett       | kiesett       |
| Sonia O’Sullivan        | 5000 m          | 15:15,80 | 1.       | 2.       |          |          |          | nem ért célba | nem ért célba |
| Katy McCandless         | 5000 m          | 15:55,66 | 10.      | 30.      |          |          |          | kiesett       | kiesett       |
| Marie McMahon-Davenport | 5000 m          | 15:59,12 | 14.      | 37.      |          |          |          | kiesett       | kiesett       |
| Catherina McKiernan     | 10 000 m        | 32:32,10 | 6.       | 6.       |          |          |          | 32:00,38      | 11.           |
| Susan Smith-Walsh       | 400 m gát       | 55,22    | 3.       | 5.       | 54,93    | 5.       | 11.      | kiesett       | kiesett       |
| Deirdre Gallagher       | 10 km gyaloglás |          |          |          |          |          |          | 45:47         | 23.           |

* - négy másik versenyzővel azonos eredményt ért el

## Cselgáncs
Férfi
| Versenyző     | Versenyszám | Selejtező                 | 32-es főtábla        | Nyolcaddöntő      | Negyeddöntő       | Elődöntő          | Vigaszág első kör | Vigaszág negyeddöntő | Vigaszág elődöntő | Bronz- mérkőzés   | Döntő             | Helyezés |
| Versenyző     | Versenyszám | Ellenfél Eredmény         | Ellenfél Eredmény    | Ellenfél Eredmény | Ellenfél Eredmény | Ellenfél Eredmény | Ellenfél Eredmény | Ellenfél Eredmény    | Ellenfél Eredmény | Ellenfél Eredmény | Ellenfél Eredmény | Helyezés |
| ------------- | ----------- | ------------------------- | -------------------- | ----------------- | ----------------- | ----------------- | ----------------- | -------------------- | ----------------- | ----------------- | ----------------- | -------- |
| Sean Sullivan | Légsúly     | Narinder Szingh (IND) · V | kiesett              | kiesett           | kiesett           | kiesett           |                   |                      |                   |                   |                   | 33.      |
| Ciarán Ward   | Harmatsúly  | erőnyerő                  | Ivan Netov (BUL) · V | kiesett           | kiesett           | kiesett           |                   |                      |                   |                   |                   | 21.      |

## Evezés
Férfi
| Versenyző                                             | Versenyszám                          | Előfutam | Előfutam | Vigaszág | Vigaszág | Elődöntő | Elődöntő | Elődöntő | Döntő   | Döntő   | Döntő   | Helyezés |
| Versenyző                                             | Versenyszám                          | Idő      | Hely.    | Idő      | Hely.    | Típus    | Idő      | Hely.    | Típus   | Idő     | Hely.   | Helyezés |
| ----------------------------------------------------- | ------------------------------------ | -------- | -------- | -------- | -------- | -------- | -------- | -------- | ------- | ------- | ------- | -------- |
| Brendan Dolan Niall O'Toole                           | Könnyűsúlyú kétpárevezős             | 6:56,28  | 4.       | 6:18,38  | 3.       | C/D      | 8:14,64  | 3.       | kiesett | kiesett | kiesett | 18.      |
| Derek Holland Sam Lynch Neville Maxwell Tony O'Connor | Könnyűsúlyú kormányos nélküli négyes | 6:23,82  | 2.       | 6:00,99  | 1.       | A/B      | 6:15,66  | 3.       | A       | 6:13,51 | 4.      | 4.       |

## Íjászat
Férfi
| Versenyző    | Versenyszám | Selejtező | Selejtező | 64-es főtábla                           | 32-es főtábla                                    | Nyolcaddöntő      | Negyeddöntő       | Elődöntő          | Döntő             | Helyezés |
| Versenyző    | Versenyszám | Pont      | Kiemelt   | Ellenfél Eredmény                       | Ellenfél Eredmény                                | Ellenfél Eredmény | Ellenfél Eredmény | Ellenfél Eredmény | Ellenfél Eredmény | Helyezés |
| ------------ | ----------- | --------- | --------- | --------------------------------------- | ------------------------------------------------ | ----------------- | ----------------- | ----------------- | ----------------- | -------- |
| Keith Hanlon | Egyéni      | 650       | 34.       | Peter Koprivnikar (SLO) (31.) · 155–151 | Csang Jongho (Jang Yong-Ho) (KOR) (2.) · 159–165 | kiesett           | kiesett           | kiesett           | kiesett           | 22.      |

## Kajak-kenu

### Síkvízi
Férfi
| Versenyző                | Versenyszám         | Előfutam | Előfutam | Előfutam | Vigaszág | Vigaszág | Vigaszág | Elődöntő | Elődöntő | Elődöntő | Döntő   | Döntő    |
| Versenyző                | Versenyszám         | Idő      | Hely.    | Össz.    | Idő      | Hely.    | Össz.    | Idő      | Hely.    | Össz.    | Idő     | Helyezés |
| ------------------------ | ------------------- | -------- | -------- | -------- | -------- | -------- | -------- | -------- | -------- | -------- | ------- | -------- |
| Conor Maloney Gary Mawer | Kajak kettes 500 m  | 1:43,074 | 7.       | 22.      | 1:44,376 | 7.       | 14.      | kiesett  | kiesett  | kiesett  | kiesett | kiesett  |
| Conor Maloney Gary Mawer | Kajak kettes 1000 m | 4:03,432 | 6.       | 23.      | 3:40,656 | 6.       | 12.      | kiesett  | kiesett  | kiesett  | kiesett | kiesett  |

### Szlalom
| Versenyző          | Versenyszám       | Döntő    | Döntő    | Döntő    | Döntő    | Döntő         | Döntő         |
| Versenyző          | Versenyszám       | 1. futam | 1. futam | 2. futam | 2. futam | Jobb eredmény | Jobb eredmény |
| Versenyző          | Versenyszám       | Pont     | Hely.    | Pont     | Hely.    | Pont          | Helyezés      |
| ------------------ | ----------------- | -------- | -------- | -------- | -------- | ------------- | ------------- |
| Ian Wiley          | Férfi kajak egyes | 145,21   | 3.       | 207,26   | 34.      | 145,21        | 5.            |
| Andrew Boland      | Férfi kajak egyes | 201,92   | 34.      | 184,51   | 30.      | 184,51        | 40.           |
| Mike Corcoran      | Férfi kenu egyes  | 162,90   | 8.       | 173,61   | 13.      | 162,90        | 10.           |
| Stephen O’Flaherty | Férfi kenu egyes  | 188,65   | 23.      | 220,73   | 23.      | 188,65        | 25.           |

## Kerékpározás

### Hegyi-kerékpározás
| Versenyző      | Versenyszám        | Idő                | Helyezés |
| -------------- | ------------------ | ------------------ | -------- |
| Martin Earley  | Férfi terepverseny | 2:43:56 (+0:26:18) | 25.      |
| Alister Martin | Férfi terepverseny | 2:47:46 (+0:30:08) | 32.      |

### Országúti kerékpározás
Férfi
| Versenyző    | Versenyszám   | Idő             | Helyezés |
| ------------ | ------------- | --------------- | -------- |
| David McCann | Mezőnyverseny | 4:56:49 (+2:53) | 72.      |

### Pálya-kerékpározás
Üldözőversenyek
| Versenyző       | Versenyszám  | Selejtező | Selejtező | Negyeddöntő  | Negyeddöntő | Elődöntő     | Elődöntő  | Döntő        | Döntő     | Helyezés |
| Versenyző       | Versenyszám  | Idő       | Hely.     | Ellenfél Idő | Saját idő   | Ellenfél Idő | Saját idő | Ellenfél Idő | Saját idő | Helyezés |
| --------------- | ------------ | --------- | --------- | ------------ | ----------- | ------------ | --------- | ------------ | --------- | -------- |
| Phillip Collins | Férfi egyéni | 4:41,207  | 16.       | kiesett      | kiesett     | kiesett      | kiesett   | kiesett      | kiesett   | 16.      |

Pontversenyek
| Név             | Versenyszám       | Pont | Körhátrány | Helyezés |
| --------------- | ----------------- | ---- | ---------- | -------- |
| Declan Lonergan | Férfi pontverseny | 0    | -2         | 22.      |

## Lovaglás
Díjlovaglás
| Versenyző      | Ló                  | Versenyszám | 1. kör | 1. kör | 2. kör  | 2. kör  | 3. kör  | 3. kör  | Végeredmény | Végeredmény |
| Versenyző      | Ló                  | Versenyszám | Pont   | Hely.  | Pont    | Hely.   | Pont    | Hely.   | Pont        | Helyezés    |
| -------------- | ------------------- | ----------- | ------ | ------ | ------- | ------- | ------- | ------- | ----------- | ----------- |
| Heike Holstein | Ballaseyr Devereaux | Egyéni      | 65,24  | 26.    | kiesett | kiesett | kiesett | kiesett | kiesett     | kiesett     |

Díjugratás
| Versenyző                                                         | Ló               | Versenyszám | Selejtező | Selejtező | Selejtező | Selejtező | Selejtező | Selejtező | Selejtező | Selejtező | Döntő   | Döntő   | Döntő  | Döntő  | Végeredmény | Végeredmény |
| Versenyző                                                         | Ló               | Versenyszám | 1. kör    | 1. kör    | 2. kör    | 2. kör    | 2. kör    | 3. kör    | 3. kör    | 3. kör    | 1. kör  | 1. kör  | 2. kör | 2. kör | Végeredmény | Végeredmény |
| Versenyző                                                         | Ló               | Versenyszám | Bünt.     | Hely.     | Bünt.     | Össz.     | Hely.     | Bünt.     | Össz.     | Hely.     | Bünt.   | Hely.   | Bünt.  | Hely.  | Bünt.       | Helyezés    |
| ----------------------------------------------------------------- | ---------------- | ----------- | --------- | --------- | --------- | --------- | --------- | --------- | --------- | --------- | ------- | ------- | ------ | ------ | ----------- | ----------- |
| Peter Charles                                                     | Beneton          | Egyéni      | 13,75     | 66.       | 0,00      | 13,75     | 36.       | 4,00      | 17,75     | 27.       | 8,00    | 11.*    |        |        | 8,00        | 11.*        |
| Jessica Chesney-Kürten                                            | Diamond Exchange | Egyéni      | 8,00      | 40.       | 8,50      | 16,50     | 43.       | 4,00      | 20,50     | 34.       | kiesett | kiesett |        |        | kiesett     | kiesett     |
| Eddie Macken                                                      | Schalkhaar       | Egyéni      | 4,00      | 14.       | 4,00      | 8,00      | 9.        | 14,00     | 22,00     | 37.       | kiesett | kiesett |        |        | kiesett     | kiesett     |
| Damian Gardiner                                                   | Arthos           | Egyéni      | 8,00      | 40.       | 28,50     | 36,50     | 66.       | 16,00     | 52,50     | 64.       | kiesett | kiesett |        |        | kiesett     | kiesett     |
| Peter Charles Jessica Chesney-Kürten Eddie Macken Damian Gardiner | lásd fentebb     | Csapat      |           |           |           |           |           |           |           |           | 12,50   | 4.      | 22,00  | 14.    | 34,50       | 8.          |

* - egy másik versenyzővel azonos eredményt ért el
Lovastusa
| Versenyző                                              | Ló                                                      | Versenyszám | Díjlovaglás | Díjlovaglás | Tereplovaglás | Tereplovaglás | Tereplovaglás | Díjugratás    | Díjugratás    | Végeredmény | Végeredmény |
| Versenyző                                              | Ló                                                      | Versenyszám | Bünt.       | Hely.       | Bünt.         | Össz.         | Hely.         | Bünt.         | Hely.         | Bünt.       | Helyezés    |
| ------------------------------------------------------ | ------------------------------------------------------- | ----------- | ----------- | ----------- | ------------- | ------------- | ------------- | ------------- | ------------- | ----------- | ----------- |
| David Foster                                           | Tilt n’ Turn                                            | Egyéni      | 54,80       | 20.         | nem ért célba | nem ért célba | nem ért célba | kiesett       | kiesett       | kiesett     | kiesett     |
| David Foster Virginia McGrath Alfie Buller Eric Smiley | Duneight Carnival The Yellow Earl Sir Knight Enterprise | Csapat      | 167,60      | 11.         | 107,60        | 288,60        | 5.            | nem ért célba | nem ért célba | 1384,40     | 11.         |

## Ökölvívás
| Versenyző       | Versenyszám  | Selejtező                      | Nyolcaddöntő                  | Negyeddöntő                    | Elődöntő          | Döntő             | Helyezés |
| Versenyző       | Versenyszám  | Ellenfél Eredmény              | Ellenfél Eredmény             | Ellenfél Eredmény              | Ellenfél Eredmény | Ellenfél Eredmény | Helyezés |
| --------------- | ------------ | ------------------------------ | ----------------------------- | ------------------------------ | ----------------- | ----------------- | -------- |
| Damaen Kelly    | Légsúly      | Julijan Sztrogov (BUL) · 12–11 | Hussy Hussein (AUS) · 27–20   | Bolat Zsumagyilov (KAZ) · 6–13 | kiesett           | kiesett           | 7.       |
| Francie Barrett | Kisváltósúly | Zely dos Santos (BRA) · 32–7   | Fathi Missaoui (TUN) · 6–18   | kiesett                        | kiesett           | kiesett           | 9.       |
| Brian Magee     | Középsúly    | Randall Thompson (CAN) · 13–5  | Bertrand Tietsia (CMR) · 11–6 | Mohamed Bahari (ALG) · 9–15    | kiesett           | kiesett           | 6.       |
| Cathal O’Grady  | Nehézsúly    | Garth Da Silva (NZL) · RSC     | kiesett                       | kiesett                        | kiesett           | kiesett           | 17.      |

## Sportlövészet
Férfi
| Versenyző    | Versenyszám       | Selejtező | Selejtező | Döntő   | Döntő    |
| Versenyző    | Versenyszám       | Pont      | Helyezés  | Pont    | Helyezés |
| ------------ | ----------------- | --------- | --------- | ------- | -------- |
| Gary Duff    | Sportpuska, fekvő | 580       | 52.       | kiesett | kiesett  |
| Thomas Allen | Trap              | 116       | 42.**     | kiesett | kiesett  |
| Thomas Allen | Dupla trap        | 126       | 25.*      | kiesett | kiesett  |

Női
| Versenyző   | Versenyszám | Selejtező | Selejtező | Döntő   | Döntő    |
| Versenyző   | Versenyszám | Pont      | Helyezés  | Pont    | Helyezés |
| ----------- | ----------- | --------- | --------- | ------- | -------- |
| Rhona Barry | Légpuska    | 382       | 43.       | kiesett | kiesett  |

* - egy másik versenyzővel azonos eredményt ért el

** - két másik versenyzővel azonos eredményt ért el

## Tenisz
Férfi
| Versenyző               | Versenyszám | 32-es főtábla                                           | Nyolcaddöntő      | Negyeddöntő       | Elődöntő          | Bronz- mérkőzés   | Döntő             | Helyezés |
| Versenyző               | Versenyszám | Ellenfél Eredmény                                       | Ellenfél Eredmény | Ellenfél Eredmény | Ellenfél Eredmény | Ellenfél Eredmény | Ellenfél Eredmény | Helyezés |
| ----------------------- | ----------- | ------------------------------------------------------- | ----------------- | ----------------- | ----------------- | ----------------- | ----------------- | -------- |
| Scott Barron Owen Casey | Páros       | Kanada (CAN) · Grant Connell · Daniel Nestor · 4–6, 4–6 | kiesett           | kiesett           | kiesett           | kiesett           | kiesett           | 17.      |

## Torna
Férfi
| Versenyző      | Versenyszám      | Selejtező | Selejtező | Döntő    | Döntő    |
| Versenyző      | Versenyszám      | Pontszám  | Helyezés  | Pontszám | Helyezés |
| -------------- | ---------------- | --------- | --------- | -------- | -------- |
| Barry McDonald | Talaj            | 17,200    | 91.       | kiesett  | kiesett  |
| Barry McDonald | Ugrás            | 17,850    | 95.       | kiesett  | kiesett  |
| Barry McDonald | Korlát           | 17,675    | 82.       | kiesett  | kiesett  |
| Barry McDonald | Nyújtó           | 16,975    | 93.       | kiesett  | kiesett  |
| Barry McDonald | Gyűrű            | 16,375    | 95.       | kiesett  | kiesett  |
| Barry McDonald | Lólengés         | 16,775    | 87.       | kiesett  | kiesett  |
| Barry McDonald | Egyéni összetett | 102,850   | 74.       | kiesett  | kiesett  |

## Úszás
Férfi
| Versenyző       | Versenyszám | Előfutam | Előfutam | Előfutam | Döntő   | Döntő   | Döntő   | Helyezés |
| Versenyző       | Versenyszám | Idő      | Hely.    | Össz.    | Típus   | Idő     | Hely.   | Helyezés |
| --------------- | ----------- | -------- | -------- | -------- | ------- | ------- | ------- | -------- |
| Nick O’Hare     | 50 m gyors  | 24,03    | 7.       | 48.      | kiesett | kiesett | kiesett | kiesett  |
| Earl McCarthy   | 100 m gyors | 50,99    | 7.       | 27.      | kiesett | kiesett | kiesett | kiesett  |
| Earl McCarthy   | 200 m gyors | 1:53,67  | 4.       | 29.      | kiesett | kiesett | kiesett | kiesett  |
| Adrian O’Connor | 100 m hát   | 58,56    | 7.       | 41.      | kiesett | kiesett | kiesett | kiesett  |
| Adrian O’Connor | 200 m hát   | 2:08,90  | 6.       | 35.      | kiesett | kiesett | kiesett | kiesett  |

Női
| Versenyző      | Versenyszám    | Előfutam | Előfutam | Előfutam | Döntő   | Döntő   | Döntő   | Helyezés |
| Versenyző      | Versenyszám    | Idő      | Hely.    | Össz.    | Típus   | Idő     | Hely.   | Helyezés |
| -------------- | -------------- | -------- | -------- | -------- | ------- | ------- | ------- | -------- |
| Marion Madine  | 200 m gyors    | 2:04,92  | 3.       | 27.      | kiesett | kiesett | kiesett | kiesett  |
| Marion Madine  | 100 m pillangó | 1:03,80  | 8.       | 32.      | kiesett | kiesett | kiesett | kiesett  |
| Michelle Smith | 400 m gyors    | 4:09,00  | 2.       | 2.       | A       | 4:07,25 | 1.      |          |
| Michelle Smith | 200 m pillangó | 2:10,03  | 2.       | 2.       | A       | 2:09,91 | 3.      |          |
| Michelle Smith | 200 m vegyes   | 2:16,35  | 3.       | 7.       | A       | 2:13,93 | 1.      |          |
| Michelle Smith | 400 m vegyes   | 4:43,79  | 1.       | 3.       | A       | 4:39,18 | 1.      |          |

## Vitorlázás
Férfi
| Versenyző     | Versenyszám | Futam | Futam | Futam | Futam | Futam | Futam | Futam | Futam | Futam | Futam | Pontszám | Helyezés |
| Versenyző     | Versenyszám | 1     | 2     | 3     | 4     | 5     | 6     | 7     | 8     | 9     | 10    | Pontszám | Helyezés |
| ------------- | ----------- | ----- | ----- | ----- | ----- | ----- | ----- | ----- | ----- | ----- | ----- | -------- | -------- |
| John Driscoll | Finn dingi  | 23    | 19    | 16    | (24)  | 20    | 21    | 10    | 13    | (24)  | 20    | 142,0    | 24.      |

Női
| Versenyző                 | Versenyszám    | Futam | Futam | Futam | Futam | Futam | Futam | Futam | Futam | Futam | Futam | Futam | Pontszám | Helyezés |
| Versenyző                 | Versenyszám    | 1     | 2     | 3     | 4     | 5     | 6     | 7     | 8     | 9     | 10    | 11    | Pontszám | Helyezés |
| ------------------------- | -------------- | ----- | ----- | ----- | ----- | ----- | ----- | ----- | ----- | ----- | ----- | ----- | -------- | -------- |
| Aisling Byrne-Bowman      | Europe         | 10    | 6     | 14    | 6     | 5     | 7     | (21)  | 15    | 10    | (20)  | 9     | 82,0     | 10.      |
| Denise Lyttle Louise Cole | 470-es osztály | 10    | 10    | 14    | 13    | 11    | (17)  | 8     | 5     | 8     | 16    | (19)  | 95,0     | 13.      |

Nyílt
| Versenyző                    | Versenyszám | Futam | Futam | Futam | Futam | Futam | Futam | Futam | Futam | Futam | Futam | Futam | Pontszám | Helyezés |
| Versenyző                    | Versenyszám | 1     | 2     | 3     | 4     | 5     | 6     | 7     | 8     | 9     | 10    | 11    | Pontszám | Helyezés |
| ---------------------------- | ----------- | ----- | ----- | ----- | ----- | ----- | ----- | ----- | ----- | ----- | ----- | ----- | -------- | -------- |
| Mark Lyttle                  | Laser       | (57*) | 13    | 1     | 9     | 14    | 5     | 8     | (57*) | 10    | 10    | 18    | 88,0     | 11.      |
| Mark Mansfield David Burrows | Csillaghajó | (22)  | (26)  | 12    | 9     | 16    | 13    | 10    | 8     | 3     | 4     |       | 75,0     | 12.      |

* - kizárták
| Versenyző                                  | Versenyszám | Futam | Futam | Futam | Futam | Futam | Futam | Futam | Futam | Futam | Futam | Futam | Futam | Negyeddöntő       | Elődöntő          | Döntő             | Helyezés |
| Versenyző                                  | Versenyszám | 1     | 2     | 3     | 4     | 5     | 6     | 7     | 8     | 9     | 10    | Pont  | Hely. | Ellenfél Eredmény | Ellenfél Eredmény | Ellenfél Eredmény | Helyezés |
| ------------------------------------------ | ----------- | ----- | ----- | ----- | ----- | ----- | ----- | ----- | ----- | ----- | ----- | ----- | ----- | ----------------- | ----------------- | ----------------- | -------- |
| Marshall King Garrett Connolly Dan O’Grady | Soling      | 3     | 10    | 11    | 9     | 16    | (17)  | 13    | (23)  | 14    | 17    | 93    | 16.   | kiesett           | kiesett           | kiesett           | 16.      |